# گاچانتیوا
گاچانتیوا (انگلیسی: Gachantivá) یک منطقهٔ مسکونی در کلمبیا است.